# Městečko Holštejn
Městečko Holštejn bylo středověké podhradní městečko, které se nacházelo v údolí potoka Bílá voda pod hradem Holštejnem v dnešním okrese Blansko. Městečko vzniklo ve 14. století jako součást holštejnského panství a sloužilo jako hospodářské a správní centrum pro okolní vesnice. Svého vrcholu dosáhlo v první polovině 15. století, ale postupně ztratilo svůj význam a kolem poloviny 16. století bylo opuštěno. Lokalita je dnes známá pod názvem „Na městečku“ a představuje významnou archeologickou lokalitu.

## Historie
První písemná zmínka o Městečku Holštejn pochází z roku 1349, kdy jsou zmiňovány dvorce pod hradem Holštejnem, který tehdy koupil Vok I. z Holštejna. Městečko pravděpodobně vzniklo jako plánované osídlení v rámci rozvoje holštejnského panství a sloužilo jako centrum obchodu, řemesel a správy pro okolní osady. V roce 1437, kdy celé panství získal Heník z Valdštejna a Židlochovic, je městečko uváděno jako osedlé pod hradem. Poslední zmínka o hradu a městečku Holštejn jako osedlých pochází z roku 1511. V průběhu 16. století však hrad i městečko postupně ztratily svůj význam, což vedlo k jejich opuštění. Roku 1550 je městečko Holštejn uvedeno jako pusté. Na místě původního osídlení zůstal pouze mlýn, který byl v provozu ještě dlouho poté. Roku 1717 byl severně od původního městečka postaven panský dvůr a v roce 1791 byla založena nová obec Holštejn, která existuje dodnes.

## Archeologický výzkum
Archeologické průzkumy lokality „Na městečku“ odhalily terénní relikty svědčící o středověkém osídlení. Byly zde nalezeny základy obytných domů, hospodářských budov a pozůstatky opevnění. Nálezy zahrnují keramické fragmenty, železné předměty a vypálené mazanice, které dokládají každodenní život obyvatel městečka. Významným objevem jsou také stopy po plužinách a cestách vedoucích k sousedním osadám. Tyto nálezy potvrzují důležitost městečka jako správního centra regionu během vrcholného středověku.

## Současný stav
Lokalita „Na městečku“ se nachází na území dnešní obce Holštejn a je chráněna jako součást CHKO Moravský kras. Terénní relikty jsou částečně zachovány a zahrnují vyvýšeniny po bývalých stavbách, prohlubně po sklepech a další pozůstatky středověkého osídlení. Lokalita je přístupná veřejnosti a představuje oblíbený cíl turistů díky své historické hodnotě i blízkosti hradu Holštejna.

## Galerie

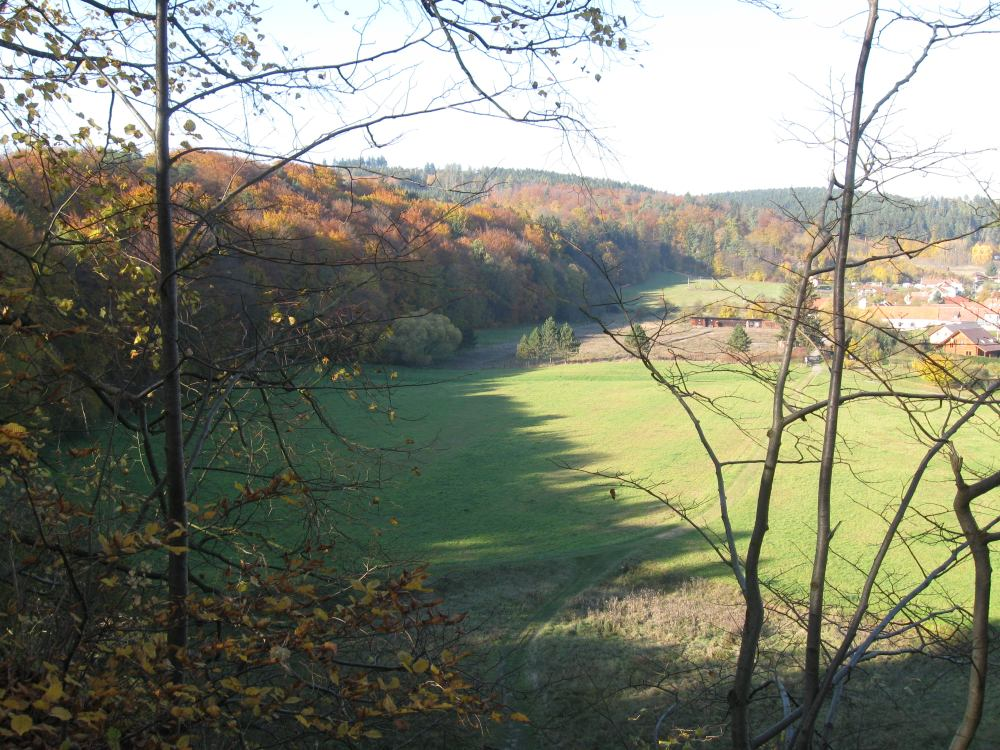
Místo, kde se nacházelo městečko Holštejn
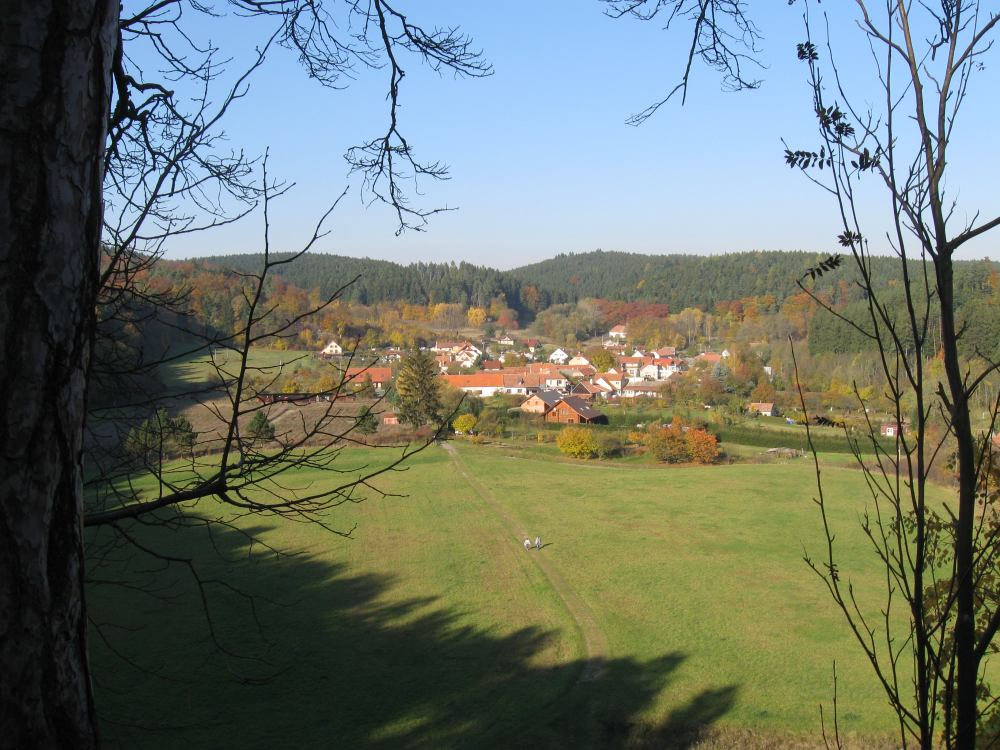
Pohled na dnešní obec Holštejn
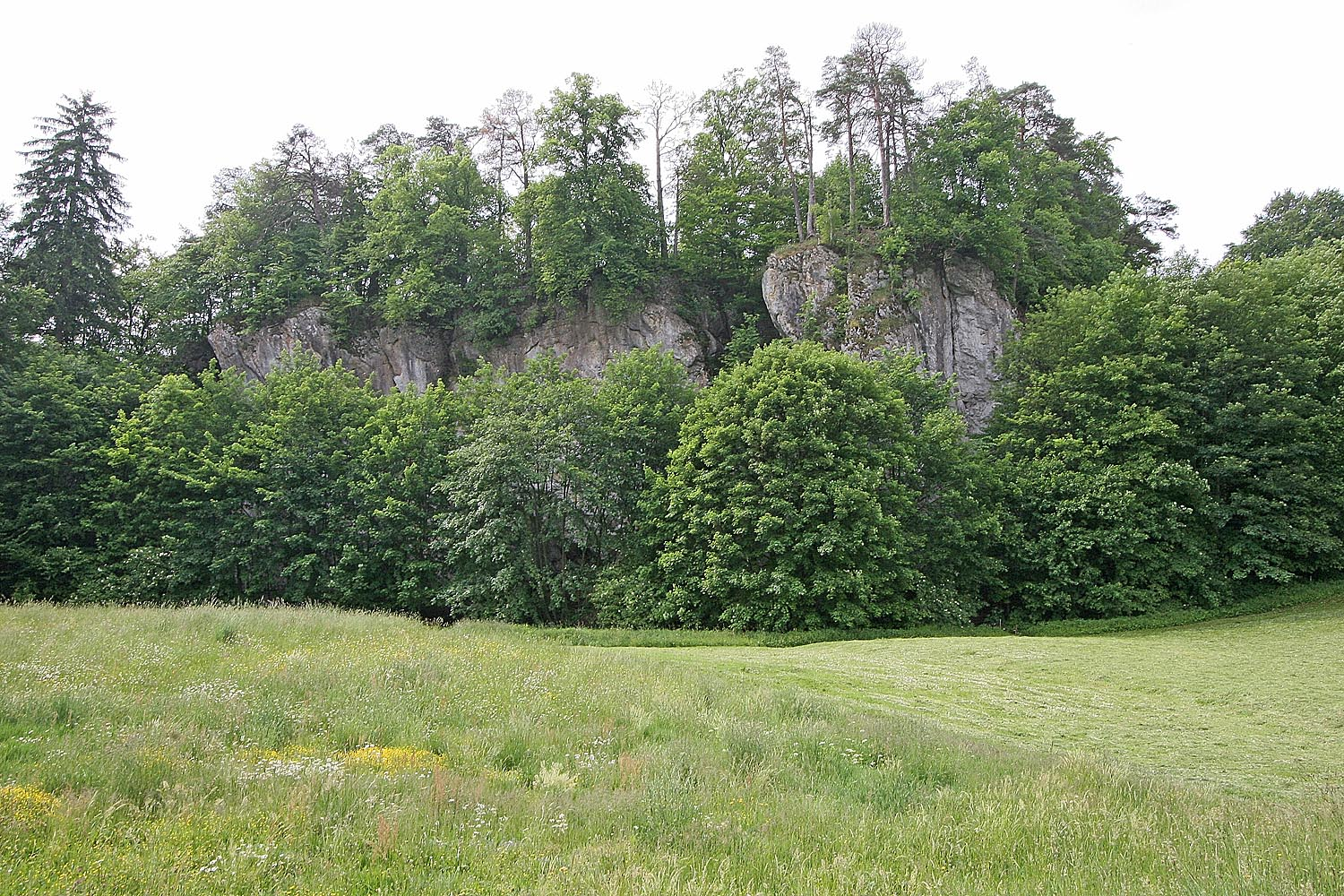
Pozůstatky hradu Holštejn
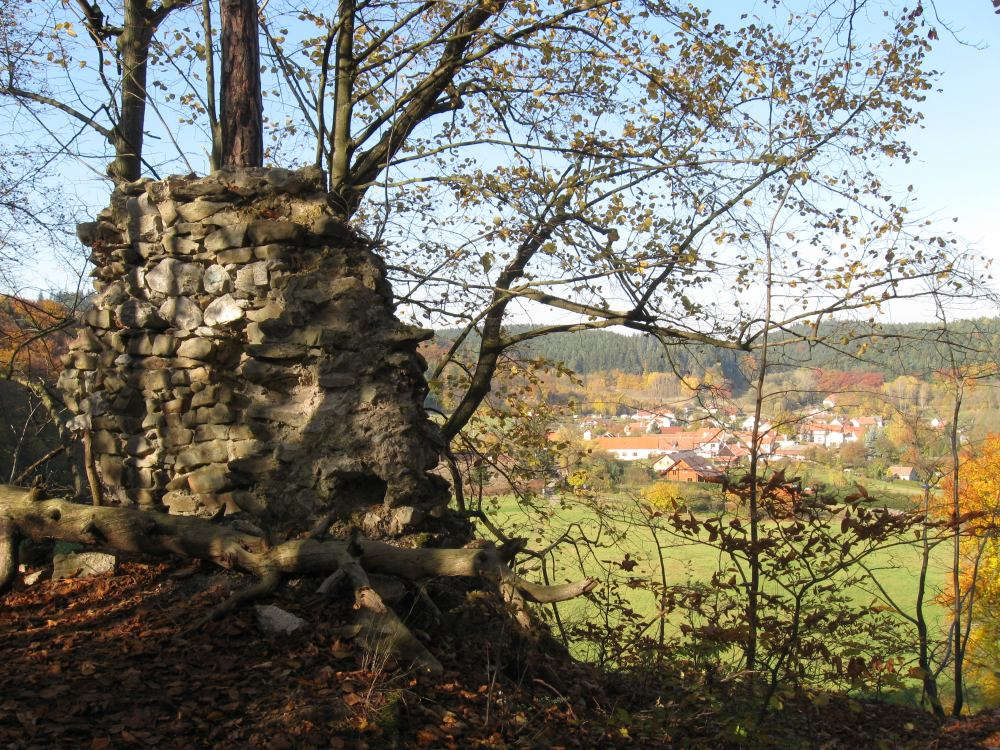
Hrad Holštejn z jiného úhlu